# Astragalus monoensis
Astragalus monoensis är en ärtväxtart som beskrevs av Rupert Charles Barneby. Astragalus monoensis ingår i släktet vedlar, och familjen ärtväxter. Inga underarter finns listade i Catalogue of Life.